# Lorenzo Marini
Lorenzo Marini (Monselice, 1958) è un pubblicitario, scrittore e artista italiano.

## Biografia
Dopo gli studi artistici e la laurea in Architettura a Venezia nel 1980, lavora presso alcune agenzie pubblicitarie italiane: Ogilvy, Leo Burnett, Canard e Gruppo Armando Testa.
Nel 1997 fonda la Lorenzo Marini & Associati, agenzia con sedi a Milano e Torino e che nel 2010 apre una sede a New York.
Nella sua carriera da art director viene insignito di oltre 500 premi nazionali e internazionali, tra cui il Leone d'Oro di Cannes al Festival internazionale della pubblicità per la campagna Agnesi nel 1985.
Artista multidisciplinare si dedica negli anni a numerose attività: dal cartooning alla regia, alla pittura e in particolare alla scrittura, con la pubblicazione di alcuni saggi e di due romanzi.
Ha condotto per Rai Radio 2 Il giorno della marmotta, programma sulla creatività, in coppia con Dario Vergassola
La sua carriera artistica si sviluppa con Emilio Vedova, dopo aver studiato Architettura all'Università di Venezia. Solo a partire dal 2010 presenta le sue opere al pubblico. Le prime mostre si tengono a New York e Miami dove partecipa anche ad Art Basel Miami. Nel 2016 ha tenuto a battesimo, presso il Palazzo della Permanente di Milano, la "Type Art", movimento di cui è caposcuola e che lo porta nel 2017 a esporre alla 57ª Biennale d'arte di Venezia (Padiglione dell'Armenia).
Nel 2017 a Lorenzo Marini viene assegnato il premio Pubblicità nell'Arte, premio introdotto all'11ª edizione degli NC Awards
Ha creato il logodesign e il branding per Galleria Nazionale d'Arte Moderna e Contemporanea, Lavazza Espression, Galleria Borghese, Conai, Lux Vide, Fastweb, Novamont, Spuma Di Sciampagna, Eicma, Oltremare, Faac, Agnesi e Zucchi.
Dal 2019 collabora con Cramum e con Sabino Maria Frassà: l'installazione AlphaCUBE, presentata per la DesignWeek 2019 da Ventura Projects, viene esposta a Venezia in occasione della 58ª Biennale d'arte e poi a Dubai e infine a Los Angeles. Nel 2020 vince il Mobius Awards di Los Angeles, premio di competizione internazionale per la creatività del nuovo alfabeto da lui creato, il Futurtype.
Nello stesso anno presenta il nuovo ciclo di opere "Typemoticon" in occasione della sua personale "Out of Words" da Gaggenau Hub a Milano.
Nel settembre 2020 disegna il Manifesto per il Biennale Venezia Padiglione Venezia "Aperture Straordinarie".
Nel 2020, alla fine del lockdown nel periodo di emergenza sanitaria da Covid19, crea un evento artistico nelle principali città d'Italia con installazioni dinamiche e statiche, augurando il Bentornato in città, attraverso l'uso dei suoi alfabeti liberati, come metafora delle persone che si ritrovano insieme.
La TypeArt, di cui è caposcuola, è la corrente artistica che celebra la bellezza estetica delle lettere.
Nel 2021 riceve il premio AVI per la mostra più visitata d’Italia di contemporary art “Di Segni e Di Sogni” al complesso museale Santa Maria della Scala, Siena.
Nel 2023 Lorenzo Marini porta la sua installazione Raintype sia a Los Angeles che a Palm Beach, dove viene definita come una delle opere immersive più amata della manifestazione. 
Nel 2024 espone in oriente, sia a Seoul Corea World Art Expo, sia a Pechino alla galleria teatro Dongyuan. Riscuotendo un grande interesse per la sua ricerca calligrafica contemporanea. 
Sempre nel 2024 espone quattro Blackhole alla Biennale di Venezia dal 20 Aprile al 24 Novembre al Padiglione Nazionale Grenada. 
Per la Galleria Nazionale d’Arte Moderna e Contemporanea crea Futurpioggia, l’installazione di lettere futuriste che apre e chiude il percorso della mostra “Il Tempo del Futurismo” dal 3 dicembre al 27 Aprile 2025. 

## Pubblicazioni
- L'uomo dei tulipani. Una storia vissuta quattrocento anni fa che potrebbe rivivere domani, 2002 - Lupetti Editori di Comunicazione (ISBN 88-8391-268-3)
- Vaniglia. Una storia d'amore tratta da un film che nessuno ha mai girato, 2003 - Lupetti Editori di Comunicazione (ISBN 88-8391-099-0)
- Note, 2005 - Logo Fausto Lupetti Editore (ISBN 88-97686-51-6)
- Questo libro non ha titolo perché è scritto da un art director, 2006 - Logo Fausto Lupetti Editore (ISBN 88-8391-132-6)
- Visual, 2009 - Logo Fausto Lupetti Editore(ISBN 88-95962-10-9)
- Logos Alphabet from Marini to Lorenzo, 2014 - Logo Fausto Lupetti Editore (ISBN 978-88-68740-77-1)
- Typeart, 2022 - Logo Fausto Lupetti Editore (ISBN 978-88-6874-089-4)